# Richard Tyler
Richard „Dick“ Owen Tyler (* 7. Mai 1928 in Riverside, Kalifornien; † 24. Oktober 1990 in Los Angeles, Kalifornien) war ein US-amerikanischer Tontechniker und Toningenieur, der viermal für den Oscar für den besten Ton nominiert war.

## Leben
Tyler wirkte insbesondere in den 1970er Jahren an der Herstellung von mehreren erfolgreichen Kinofilmen mit.
Bei der Oscarverleihung 1976 war er gemeinsam mit Arthur Piantadosi, Les Fresholtz und Al Overton Jr. erstmals für einen Oscar für den besten Ton nominiert und zwar für 700 Meilen westwärts (1975). 1977 folgte eine weitere Nominierung in dieser Kategorie mit Donald O. Mitchell, Douglas O. Williams und Harold M. Etherington für Trans-Amerika-Express (1976), ebenso wie 1978 mit Robert Knudson, Robert J. Glass und Jean-Louis Ducarme für Atemlos vor Angst (1977).
Zuletzt war Tyler bei der Oscarverleihung 1982 für einen Oscar für den besten Ton nominiert und zwar gemeinsam mit Michael J. Kohut, Jay M. Harding und Al Overton Jr. für Tanz in den Wolken, gewann die Trophäe aber auch diesmal nicht.

## Filmografie (Auswahl)
- 1972: Jede Stimme zählt (Stand Up and Be Counted)
- 1974: Der wilde wilde Westen (Blazing Saddles)
- 1975: 700 Meilen westwärts (Bite the Bullet)
- 1976: Trans-Amerika-Express (Silver Streak)
- 1977: Atemlos vor Angst (Sorcerer)
- 1980: Wahnsinn ohne Handicap (Caddyshack)
- 1980: The Fog – Nebel des Grauens (The Fog)
- 1981: Tanz in den Wolken (Pennies from Heaven)
- 1981: Satisfaction (High Risk)
- 1984: Police Academy – Dümmer als die Polizei erlaubt (Police Academy)
- 1984: Fear City – Manhattan 2 Uhr nachts (Fear City)